# مقاطعة مونكل
مونكل هي إحدى مقاطعات ولاية كوركول في موريتانيا .

## قائمة البلديات في المقاطعة
تتكون المقاطعة من البلديات التالية:
- مونكل
- بكل
- ملزم تيشط
- بطحت ميت
- أزكليم التياب

## السكان
في عام 2000، بلغ مجموع سكان مقاطعة مونكل 32558 نسمة (15280 رجلاً و 17278 امرأة).
| المقاطعة | المساحة كم2 | السكان | السكان | السكان |
| المقاطعة | المساحة كم2 | 1988   | 2000   | 2013   |
| -------- | ----------- | ------ | ------ | ------ |
| مونكل    | 1550        | 20 204 | 32 558 | 43 224 |